# Kalatschejewo
Kalatschejewo (russisch Калачеево, deutsch Klein Schillehlen, 1938 bis 1945 Kleinschollen, auch: Pötkallen, 1938 bis 1945 Pötken sowie: Augskallen, 1938 bis 1945 Güldenflur, litauisch Mažieji Šilėnai, auch: Pietkalniai) ist ein Ort in der russischen Oblast Kaliningrad. Er gehört zur kommunalen Selbstverwaltungseinheit Munizipalkreis Krasnosnamensk im Rajon Krasnosnamensk.
Kalatschejewo besteht hauptsächlich aus nach 1945 entstandenen Gebäuden im Bereich der ehemaligen deutschen Orte, während diese, mit Ausnahme von Pötkalken/Pötken, wo noch wenig erhalten ist, verlassen sind.

## Geographische Lage
Kalatschejewo liegt an der Regionalstraße 27A-025 (ex R508), 19 Kilometer östlich von Neman (Ragnit) und 15 Kilometer westlich der Rajonstadt Krasnosnamensk (Lasdehnen/Haselberg). Innerorts endet die von Malomoschaiskoje (Budwethen/Altenkirch) kommende Kommunalstraße 27K-051. Ein Bahnanschluss existiert nicht.

## Geschichte

### Klein Schillehlen (Kleinschollen)
54° 58′ 14″ N, 22° 16′ 5″ O
Das im Nordbereich von Kalatschejewo gelegene ehemalige Klein Schillehlen, auch Warlen genannt, war im 18. Jahrhundert ein Schatulldorf. Mitte des 19. Jahrhunderts wurde (offenbar) der Ortsname in Klein Schillehlischken geändert. 1874 wurde die Landgemeinde Klein Schillehlischken dem neu gebildeten Amtsbezirk Kackschen im Kreis Ragnit zugeordnet. Um 1900 wurde Klein Schillehlischken (wieder) in Klein Schillehlen umbenannt. 1909 gelangte die Gemeinde in den Amtsbezirk Wedereitischken. 1938 wurde Klein Schillehlen in Kleinschollen umbenannt.
Der Ort kam 1945 in Folge des Zweiten Weltkrieges mit dem nördlichen Ostpreußen zur Sowjetunion.

#### Einwohnerentwicklung
| Jahr | Einwohner |
| ---- | --------- |
| 1867 | 132       |
| 1871 | 130       |
| 1885 | 139       |
| 1905 | 141       |
| 1910 | 147       |
| 1933 | 123       |
| 1939 | 121       |

### Pötkallen (Pötken) / Wetrowo
54° 56′ 47″ N, 22° 15′ 3″ O
Das im südlichen Bereich an der Nebenstraße 27K-051 liegende frühere Pötkallen, auch Krebszen genannt, war im 18. Jahrhundert ein Schatulldorf. Die Landgemeinde Pötkallen, die auch ein Gut beinhaltete, wurde 1874 dem Amtsbezirk Kackschen und 1909 dann dem Amtsbezirk Budwethen zugeordnet. 1938 wurde Pötkallen in Pötken umbenannt.
Im Jahr 1945 kam auch dieser Ort zur Sowjetunion. 1947 erhielt er den russischen Namen Wetrowo und wurde gleichzeitig dem Dorfsowjet Timofejewski im Rajon Krasnosnamensk zugeordnet. Zu Wetrowo gehörte in der Folge offenbar auch das ehemalige Augskallen/Güldenflur (s. u.). Vor 1975 wurde Wetrowo an Kalatschejewo (s. u.) angeschlossen.
Einige östlich gelegene Einzelhöfe von Pötkallen/Pötken wurden offenbar dem Ort Petropawlowskoje zugeordnet.
Das von hohen Bäumen umstandene Gut Pötkallen lag östlich der Landstraße nach Budwethen. Von den Bauten sind keine Reste mehr vorhanden, aber die ehemalige Anlage des Gutshofes ist im Gelände noch gut zu erkennen. Das Gutsdorf bestand zum Teil aus in der Umgebung verstreut liegenden Einzelhöfen, die vom Gut über Feldwege zu erreichen waren. Auch diese Einzelhöfe gibt es nicht mehr, nur an der Kreuzung mit der Budwether Landstraße sind noch Gebäude vorhanden (Stand 2017).

#### Einwohnerentwicklung
| Jahr | Einwohner |
| ---- | --------- |
| 1867 | 76        |
| 1871 | 78        |
| 1885 | 72        |
| 1905 | 107       |
| 1910 | 117       |
| 1933 | 80        |
| 1939 | 87        |

### Augskallen (Güldenflur)
54° 57′ 19″ N, 22° 14′ 12″ O
Im mittleren Bereich unmittelbar an der Regionalstraße 27A-025 liegt das ehemalige Augskallen, auch Augschkallen oder Auxkallen geschrieben. Es war im 18. Jahrhundert ein Freidorf. Auch die Landgemeinde Augskallen gehörte seit 1874 zum Amtsbezirk Kackschen und seit 1909 dann zum Amtsbezirk Budwethen. Im Jahr 1929 wurde die Landgemeinde Augskallen zusammen mit der Landgemeinde Bejehnen an die Landgemeinde Pabuduppen angeschlossen. Dort wurde der Ortsteil Augskallen 1938 in Güldenflur umbenannt.
Auch Augskallen/Güldenflur kam 1945 zur Sowjetunion. Der Ort wurde in der Folge als zu Wetrowo (s. o.) gehörend bezeichnet.

#### Einwohnerentwicklung
| Jahr | Einwohner |
| ---- | --------- |
| 1867 | 22        |
| 1871 | 7         |
| 1885 | 30        |
| 1905 | 35        |
| 1910 | 30        |

### Kalatschejewo
Im Jahr 1947 erhielt der Ort Klein Schillehlen/Kleinschollen den russischen Namen Kalatschejewo und wurde gleichzeitig dem Dorfsowjet Timofejewski selski Sowet im Rajon Krasnosnamensk zugeordnet. Vor 1975 wurde der Ort Wetrowo (s. o.) an Kalatschejewo angeschlossen. Laut Karte gehörte auch das ehemalige Alt Eggleningken (54° 57′ 46″ N, 22° 14′ 45″ O) zu Kalatschejewo, ist aber inzwischen verlassen. Von 2008 bis 2015 gehörte Kalatschejewo zur Landgemeinde Alexejewskoje selskoje posselenije, von 2016 bis 2021 zum Stadtkreis Krasnosnamensk und seither zum Munizipalkreis Krasnosnamensk.

#### Einwohnerentwicklung
| Jahr | Einwohner |
| ---- | --------- |
| 1984 | ~ 100     |
| 2002 | 60        |
| 2010 | 54        |
| 2021 | 67        |

## Kirche
In Klein Schillehlen (Kleinschollen), Pötkallen (Pötken) und Augskallen (Güldenflur) war die Bevölkerung vor 1945 fast ausnahmslos evangelischer Konfession. Während Klein Schillehlen in das Kirchspiel der Kirche Wedereitischken (der Ort hieß zwischen 1938 und 1946 Sandkirchen, heute russisch Timofejewo) eingepfarrt war, gehörten Pötkallen und Augskallen zur Pfarrei der Kirche Budwethen (1938 bis 1946: Altenkirch, russisch: Malomoschaiskoje). Beide Kirchen waren Teil der Diözese Ragnit im Kirchenkreis Tilsit-Ragnit in der Kirchenprovinz Ostpreußen der Kirche der Altpreußischen Union.
Heute liegt Kalatschejewo im Einzugsgebiet der in den 1990er Jahren neu entstandenen evangelisch-lutherischen Gemeinde in Sabrodino (Lesgewangminnen, 1938 bis 1946 Lesgewangen) in der Propstei Kaliningrad (Königsberg) der Evangelisch-lutherischen Kirche Europäisches Russland.